# نادي النورس
نادي النورس هو نادي كرة قدم نسائي مقره في جدة ، المملكة العربية السعودية. ويتنافس الفريق حالياً في دوري الدرجة الأولى السعودي للسيدات، وهو المستوى الثاني لكرة القدم النسائية في المملكة العربية السعودية، منذ عام 2022 بعد حصوله على الترخيص في موسمه الافتتاحي.

## التاريخ
تأسس نادي النورس في فبراير 2022، كنادي قطاع خاص، بعد حصوله على ترخيص نافس، من وزارة الرياضة، والذي يسمح للمستثمرين والشركات بإنشاء الأندية الرياضية والمشاركة في المسابقات الرسمية في المملكة العربية السعوديةمع امتلاكه لفريق كرة قدم نسائي، قام نادي النورس بتأسيس فرق نسائية لكرة السلة وكرة الطائرة، عام 2023. 
وفي موسم 2022–23 من دوري الدرجة الأولى السعودي للسيدات، اعتمد نادي النورس على 15 لاعبة تحت سن 20 عامًا بهدف منح الفريق الخبرة في مشاركته الأولىوفي الموسم التالي 2023–24 من دوري الدرجة الأولى للسيدات السعودي، اعتمدت النورس على ريم قباني من دوري المدارس المعروف باسم دوري المدارسوإلهام بخش من الباكستان.

## اللاعبين

### الفريق الحالي
ملاحظة: تشير الأعلام إلى المنتخب الوطني كما هو محدد بموجب قواعد أهلية الفيفا، وتنطبق بعض الاستثناءات المحدودة. يجوز للاعبين أن يحملوا أكثر من جنسية غير تابعة للفيفا.
| رقم القميص | المركز    | الجنسية  | اللاعب        |
| ---------- | --------- | -------- | ------------- |
| 97         | حارس مرمى | غامبيا   | أميناته غاي   |
| 5          | مدافع     | كينيا    | عديل ميندي    |
| 33         | مدافع     | السعودية | شروق اللحياني |
| 7          | لاعب وسط  | السعودية | غدير الشيخي   |
| 98         | مدافع     | كينيا    | مايلين اوو    |
| 29         | مهاجم     | نيجيريا  | يوتندي بالغون |
| 15         | مدافع     | السعودية | سما الصيباني  |
| 22         | مهاجم     | السعودية | سارة بكر      |
| 9          | مهاجم     | السعودية | راما الجهني   |

| رقم القميص | المركز | الجنسية   | اللاعب         |
| ---------- | ------ | --------- | -------------- |
| 50         | مدافع  | الباكستان | إلهام بخش      |
| 77         | مهاجم  | السعودية  | رانيا فرحان    |
| 12         | مدافع  | السعودية  | نوار الموالد   |
| 99         | مهاجم  | السعودية  | نورينا بن معاد |
| 3          | مدافع  | السعودية  | زين مرحومي     |
| 20         | مدافع  | السعودية  | أسماء حكمي     |
| 24         | مهاجم  | السعودية  | دنيا خياط      |
| 6          | مدافع  | تونس      | أميمة القدسي   |
| —          | مهاجم  | السعودية  | ريم قباني      |